# Småriska
Småriska (Lactarius tabidus) är en svampart som beskrevs av Fr. 1838. Småriska ingår i släktet riskor och familjen kremlor och riskor.  Arten är reproducerande i Sverige. Inga underarter finns listade i Catalogue of Life.

## Källor

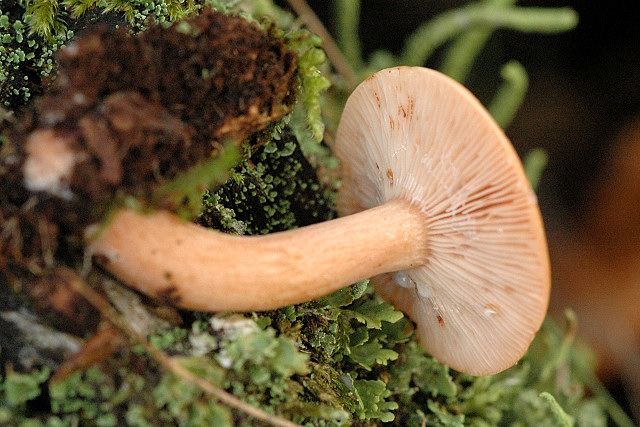